# Produktsuchmaschine
Eine Produktsuchmaschine ist eine spezielle Art von Suchmaschine, die strukturierte Artikeldaten durchsucht, welche in einem Computer oder Netzwerk gespeichert worden – beispielsweise im Internet. Eine Produktsuchmaschine wird oft auch mit einem Preisvergleichsportal gleichgesetzt und tritt als Mittler zwischen Händler und Verbraucher auf, indem sie Artikeldaten aggregiert auf einer Plattform darstellt. Die Suchmaschinen arbeiten meist händlerübergreifend und liefern so Verbrauchern einen transparenten Überblick über Produkte und Preise. Neben der bloßen Angabe von Artikeldetails und Preisinformationen bieten einige Produktsuchen auch Echtzeitinformation und Verfügbarkeiten an, die anzeigen, ob ein bestimmtes Angebot noch auf Lager ist.

## Arten von Produktsuchmaschinen

### Online-Produktsuchmaschinen
Eine Online-Produktsuchmaschine, manchmal auch als Preisvergleichs-Website, Preisanalyse-Tool oder Shopbot bezeichnet, ist eine vertikale Suchmaschine, mit der Käufer Produkte auf der Grundlage von Preis, Merkmalen, Bewertungen und anderen Kriterien filtern und vergleichen können. Die meisten Online-Produktsuchmaschinen aggregieren Produktauflistungen von vielen verschiedenen Einzelhändlern, verkaufen aber selbst keine Produkte direkt, sondern verdienen stattdessen Geld aus Affiliate-Marketing-Vereinbarungen. Produktsuchmaschinen für Online-Artikel gibt es seit etwa 2001. Die Konkurrenz in diesem Segment ist groß, was einige Anbieter veranlasst hat, sich auf spezifische Produktkategorien zu spezialisieren, beispielsweise Elektronik oder Technik.
Ein Beispiel für eine große Online-Produktsuche ist idealo.de. Zu Produkten werden Testergebnisse, Nutzermeinungen, Preisverlauf und Datenblätter zur Verfügung gestellt.
Eine weitere ist Google Shopping. Google hat erkannt, dass auch die Nachfrage für lokale Angebote im Internet steigt. Deswegen führte Google 2010 das Feature „local shopping“ ein. Der Konzern arbeitete dabei mit ausgewählten Einzelhändlern in der Entwicklung zusammen und bietet ab sofort auch die Verfügbarkeit lokaler Angebote an.
Die Europäische Kommission belegte Google 2017 mit einer Rekord-Wettbewerbsstrafe von 2,42 Milliarden Euro. Grund dafür war die Vorzugsbehandlung des Google-Preisvergleichs bei der Auflistung von Suchergebnissen. Google hat daraufhin die eigene Produktsuche in eine Preisvergleichsplattform mit externen Anbietern umgewandelt, um einer Sperre von Google Shopping in der EU zu entkommen. Seitdem sind alle Shopping-Anzeigen, die in den auf Google angezeigt werden, Teil eines Comparison Shopping Service (CSS). Google Shopping selbst ist auch einer der CSS („Von Google“) und muss bei jeder Suchanfrage mit den anderen Preisvergleichsplattformen in einer Bieterauktion um die Anzeige konkurrieren.

### Lokale Angebotssuchen
Lokale Angebotssuchen haben sich seit etwa 2008 im Markt entwickelt, mit der Idee lokale Angebote auch online verfügbar zu machen und damit Einzelhändlern auch online einen Reichweitenkanal zusätzlich zum Printprospekt zu bieten. Einzelhändler haben durch solche Plattformen die Möglichkeit, auch Haushalte zu erreichen, die keine Printwerbung im Briefkasten erhalten möchten. Trotzdem entfallen nach einer Studie des EHI Retail Instituts noch etwa die Hälfte aller Marketingausgaben des Einzelhandels in den Printbereich einschließlich Druck und Verteilung der Werbezettel und Kataloge.
Die Relevanz lokaler Angebotssuchmaschinen steigt. Laut einer Studie der Kelsey Group suchen 97 % aller Verbraucher Produkte erst online, bevor sie lokal einkaufen gehen. Folgende Kanäle dienen dabei als Informationsquelle:
- 90 % Suchmaschinen
- 48 % suchen über Online-Branchenverzeichnisse
- 42 % Preisvergleichs-Portale und Produktsuchmaschinen
- 24 % vertikale Nischen-Portale[5]

### Mobile Angebotssuchen
Das Wachstum des Smartphone-Segments und des mobilen Internets veranlasst auch Händler, mobil auffindbar zu sein. Nutzer können sich mittels verschiedener Apps über online- und lokale Angebote informieren. Auch Barcode- sowie QR-Code-Scanner sind teilweise schon auf den Telefonen vorinstalliert.

## Geschichte
Der erste Produktsuchmaschine war BargainFinder, die von Andersen Consulting (jetzt Accenture) entwickelt wurde. Das Team unter der Leitung des Forschers Bruce Krulwich schuf BargainFinder 1995 als Experiment und veröffentlichte das Projekt ohne die gelisteten E-Commerce-Webseiten zu informieren. Die erste kommerzielle Produktsuchmaschine, Jango genannt, wurde von Netbot, einem Startup aus Seattle, das von den Professoren Oren Etzioni und Daniel S. Weld von der University of Washington gegründet wurde, produziert. Netbot wurde Ende 1997 vom Excite-Portal übernommen. Junglee, ein Startup-Unternehmen aus der Bay Area, leistete ebenfalls Pionierarbeit im Bereich Online-Preisvergleiche und wurde bald von Amazon.com übernommen. Andere frühe Anbieter von Produktsuchmaschinen waren pricewatch.com und killerapp.com.
In den Jahren 1998 und 1999 entwickelten verschiedene Firmen Technologien, mit denen die Websites der Einzelhändler nach Preisen durchsucht und in einer zentralen Datenbank gespeichert wurden. Nutzer konnten dann nach einem Produkt suchen und eine Liste von Einzelhändlern und Preisen für dieses Produkt sehen. Werbetreibende zahlten nicht, um aufgelistet zu werden, sondern für jeden Klick auf einen Shop-Link. Streetprices, 1997 gegründet, war ein sehr frühes Unternehmen in diesem Bereich. Es erfand 1998 Preisgrafiken und E-Mail-Benachrichtigungen.

## Technologie
Produktsuchmaschinen können Daten direkt bei Händlern sammeln. Einzelhändler, die ihre Produkte auf einer Produktsuchmaschine anbieten möchten, können aber auch ihre eigenen Produkt- und Preislisten per CSV oder XML Datei zur Verfügung stellen, die dann mit der Originaldatenbank abgeglichen werden. Diese Daten werden dann von der Vergleichswebseite importiert. Dies geschieht durch eine Mischung aus Informationsextraktion, Fuzzy-Logik und menschlicher Arbeit. Ein wichtiges Matching-Kriterium unterschiedlicher Shops zu einzelnen Produkten ist die European Article Number des Produktes (wenn diese vorliegt).
Einige Drittunternehmen bieten eine Konsolidierung der Datenfeeds an, so dass Produktsuchmaschinen nicht von vielen verschiedenen Händlern Daten importieren müssen. Affiliate-Netzwerke aggregieren Daten-Feeds von vielen Händlern und stellen sie den Produktsuchmaschinen als eine Datei zur Verfügung. Viele der beliebten Produktsuchmaschinen bieten dem Shop, der Affiliate-Partner werden möchte, eine direkte Verbindung an. Sie stellen dem Affiliate-Partner ihre eigene API zur Verfügung. Auf diese Weise können Produktsuchmaschinen die in den Feeds enthaltenen Produkte monetarisieren, indem sie Provisionen für den Click-Through-Traffic (Klick auf den Shop-Link) verdienen.
In den letzten Jahren wurden viele handelsübliche Softwarelösungen entwickelt, die es Webseiten-Betreibern ermöglichen, die Bestandsdaten von Preisvergleichswebseiten als White-Label Lösung zu nutzen. Damit können auch Blogs Shoppreise auf ihrem Blog platzieren. Ein Anbieter dafür ist z. B. Connexity (ehemals Become). Im Gegenzug erhalten die Blog-Betreiber einen kleinen Anteil an den Einnahmen, die durch die Produktsuchmaschinen erzielt werden. Dies wird häufig als das Revenue-Share Modell bezeichnet.
Ein anderer Ansatz besteht darin, das Web nach Preisen zu durchforsten. Das bedeutet, dass der Vergleichsdienst die Webseiten der Einzelhändler durchsucht, um die Preise abzurufen, anstatt sich auf die Anlieferung der Preise durch die Einzelhändler mittels CSV oder XML zu verlassen. Diese Methode wird manchmal auch als „Scraping“ bezeichnet. Einige, meist kleinere, unabhängige Webseiten verwenden ausschließlich diese Methode, um Preise direkt von Shops zu erhalten, die sie für den Vergleich verwenden.
Ein weiterer Ansatz ist die Datenerhebung durch Crowdsourcing. Auf diese Weise kann die Preisvergleichs-Engine Daten aus fast jeder beliebigen Quelle sammeln, ohne einen komplexen Crawler oder ein System zur Verarbeitung von Daten-Feeds programmieren zu müssen. Produktsuchmaschinen, die diese Methode verwenden, sind darauf angewiesen, dass Besucher Preisdaten beisteuern. Im Gegensatz zu Diskussionsforen, in denen auch Eingaben von Besuchern gesammelt werden, kombinieren Produktsuchmaschinen, die diese Methode verwenden, Daten mit verwandten Eingaben und fügen sie der Hauptdatenbank durch kollaborative Filterung, künstliche Intelligenz oder menschliche Arbeit hinzu.
Am häufigsten wird jedoch eine Kombination aller drei Ansätze verwendet.

## Abgrenzung
Zusätzlich zu Produktsuchmaschinen gibt es noch weitere spezialisierte Suchdienste, wie zum Beispiel Branchenverzeichnisse, Personensuchmaschinen oder Jobportale.